# Lijst van watertorens in Drenthe
Deze lijst vormt een overzicht van watertorens in Drenthe.
| Watertoren            | Plaats    | Provincie | Bouwjaar | Afgebroken | Hoogte  | Inhoud   | Architect           | Foto |
| --------------------- | --------- | --------- | -------- | ---------- | ------- | -------- | ------------------- | ---- |
| Assen (Rolderstraat)  | Assen     | Drenthe   | 1897     | 1961       | 40 m    | 190 m³   | J.P. Hazeu          |      |
| Assen (Troelstralaan) | Assen     | Drenthe   | 1961     |            | 34 m    | 550 m³   | W. ter Braake       |      |
| Coevorden             | Coevorden | Drenthe   | 1914     |            | 32 m    | 150 m³   | J.P. Hazeu          |      |
| Hoogeveen             | Hoogeveen | Drenthe   | 1927     |            | 38,5 m  | 300 m³   | A. Kool J.Wildeboer |      |
| Meppel                | Meppel    | Drenthe   | 1883     |            | 39,60 m | 230 m³   | H.P.N. Halbertsma   |      |
| Zuidlaren             | Zuidlaren | Drenthe   | 1895     |            | 32 m    | onbekend |                     |      |

Drenthe ·
Flevoland ·
Friesland ·
Gelderland ·
Groningen ·
Limburg ·
Noord-Brabant ·
Noord-Holland ·
Overijssel ·
Utrecht ·
Zeeland ·
Zuid-Holland